# Jan Jelínek (politik)
Jan Jelínek (3. února 1909 Rájec nad Svitavou – 4. nebo 14. prosince 1970) byl český a československý politik Komunistické strany Československa, poúnorový poslanec Národního shromáždění ČSR a na přelomu 60. a 70. let ještě krátce poslanec České národní rady.

## Biografie
V letech 1923–1945 pracoval v soukromé firmě v Blansku jako strojní zámečník. Od roku 1945 do roku 1948 byl skladníkem v podniku Textilstroj Žandov.
V letech 1949–1960 působil na KNV v Liberci. Byl členem rady a předsedou KNV. Od roku 1960 do roku 1964 zastával funkci předsedy ONV v Liberci. Potom v roce 1964 nastoupil na post předsedy KNV v Ústí nad Labem. V této funkci setrval do konce 60. let. V roce 1949 získal Řád 25. února, roku 1958 vyznamenání Za zásluhy o výstavbu a roku 1969 Řád práce.
Krátce zasedl i do parlamentu. Po volbách roku 1948 byl zvolen do Národního shromáždění za KSČ ve volebním kraji Liberec. Mandát nabyl až dodatečně v září 1953 jako náhradník poté, co rezignoval poslanec Zdeněk Hejzlar. V parlamentu setrval do konce funkčního období, tedy do voleb v roce 1954.
Vysočanský sjezd KSČ ho zvolil 22. srpna 1968 členem Ústředního výboru Komunistické strany Československa. Řádně byl do ÚV KSČ kooptován 31. srpna 1968. Na funkci rezignoval v únoru 1970.
Znovu se v parlamentu objevil po federalizaci Československa, kdy roku 1969 usedl do České národní rady. Zde setrval do března 1971, kdy byl zbaven mandátu jednomyslným rozhodnutím ČNR. Zdůvodněno to bylo následovně: „Dle provedeného zjištění byl poslanec Jan Jelínek nositelem nesprávných a chybných názorů, které vycházely z protisovětských a oportunistických pozic, přičemž je třeba přihlédnout zejména ke skutečnosti, že u jmenovaného poslance nebyla upřímná a otevřená snaha, aby se sebekriticky přiznal ke svému chybnému postoji.“